# Малый Хабык
Малый Хабык — деревня в Идринском районе Красноярского края, административный центр и единствённый населенный пункт Малохабыкского сельсовета.
До 27 сентября 1996 года Законом № 11-337 находилась в составе Большехабыкского сельсовета.

## География
Находится примерно в 8 километрах по прямой на север-северо-запад от районного центра села Идринское.

## Климат
Климат резко — континентальный с холодной зимой и жарким летом, суровый, с большими годовыми и суточными амплитудами температуры. Максимальная высота снежного покрова 46 см. Среднемесячная температура января −21,1 ºС, июля +18,4 ºС. Продолжительность безморозного периода составляет 100 дней. Средняя дата последнего заморозка — 29 мая, первого заморозка — 7 сентября. Вегетационный период (с температурами выше +5ºС) длится 157 дней. Годовая сумма осадков составляет 387 мм, причем большая её часть выпадает в теплый период года (81 % от годовой суммы).

## История
Село основано в 1776 году переселенцами из Пензенской и Нижегородской губерний. В 1926 году в селе было 332 хозяйства и 1522 жителя. В советское время работали колхозы «Дружный пахарь» и «Победа».

## Население
Постоянное население составляло 430 человек в 2002 году (90 % русские), 347 в 2010.